# 皱唇鲨
皱唇鲨（学名：Triakis scyllium）为皱唇鲨科皱唇鲨属的鱼类。分布于日本、朝鲜以及黄海、东海沿海等海域，主要生活于近海。该物种的模式产地在日本。